# 3716-os mellékút (Magyarország)
A 3716-os számú mellékút egy bő 30 kilométeres hosszúságú, négy számjegyű mellékút Borsod-Abaúj-Zemplén vármegyében, a Zempléni-hegységben. A hegység főtömegén teljesen keresztülhúzódó, a Bodrog völgyét a Hernád térségével összekötő, mindössze három magyarországi közút egyike (a 3705-ös és a 3719-es út mellett).

## Nyomvonala
A 3713-as útból ágazik ki, annak a 12+100-as kilométerszelvénye közelében, Vilmánykisfaluban, Vilmány déli településrészén. Rövid belterületi szakasza a Fonyi utca nevet viseli, de alig 200 méter után már külterületen halad. Kevéssel az első kilométere előtt keresztezi a Szerencs–Hidasnémeti-vasútvonal nyomvonalát, közvetlenül Fony megállóhely térségének déli szélénél, 1,5 kilométer után pedig elhalad Vilmány, Hejce és Fony hármashatára közelében. Hejcét ennél jobban nem is érinti, innentől Fony határai között folytatódik, a következő pár kilométeren délkeletnek húzódva.
4,5 kilométer után éri el Fony lakott területének nyugati szélét, ahol visszatér a keleti irányhoz, és alig száz méterrel arrébb beletorkollik dél felől, Hernádcéce-Korlát irányából a 3715-ös út. A belterületen a Templom utca, egy szakaszon a Szabadság tér nevet viseli, és még a falun belül elkezd nagy kanyarulatokat venni, előrevetítve az ezt követő néhány kilométernyi szakasz szerpentinjeit és komoly emelkedőit. 5,5 kilométer után hagyja maga mögött Fony utolsó házait és a nyolcadik kilométere táján lép ki teljesen a határai közül.
Mogyoróska területén halad tovább, de e község lakott területét elkerüli, oda csak a mintegy másfél kilométer hosszú 37 118-as számú mellékút vezet be, mely a 8+400-as kilométerszelvénye közelében ágazik ki az útból, dél-délkelet felé. Csaknem pontosan a kilencedik kilométernél szeli át Regéc határát; a várromjáról ismert, egyutcás kis községet 10,4 kilométer után éri el, a Fő utca nevet felvéve, de a központját elérve egy éles kanyarvétellel el is hagyja a lakott területet, és 11,2 kilométer után már újból külterületek között jár.
A 13. kilométerét elhagyva érinti Regéc, Mogyoróska és Háromhuta hármashatárát, egy darabig e két utóbbi község határvonalát követi, és csak a 16. kilométere közelében lép teljesen Háromhuta területére. A (nem meglepő módon) három különálló településrész közül csak Óhuta községrészen halad végig, Rákóczi út néven, illetve 17,6 kilométer után érint még egy újabb keletűen kialakult települési alközpontot is: ez utóbbi a 37 135-ös számú mellékút kiágazásánál, amely Középhuta és Újhuta községrészekbe vezet.
Az elágazás után az út délnek fordul, és a Tolcsva-patak folyását követve hamarosan – a 18. kilométere közelében – átlépi Erdőhorváti határát. E település lakott területét nagyjából 23,5 kilométer után éri el, ahol végig a Kassai utca nevet viseli. A központban, a 24+650-es kilométerszelvénye táján kiágazik belőle észak felé a Komlóskára vezető 37 134-es számú mellékút; 25,3 kilométer után pedig ki is lép a lakott területről, de még csaknem másfél kilométeren át a határai között halad.
A 26+650-es kilométerszelvénye táján szeli át Tolcsva határát, a település lakott területei közé 27,5 kilométer megtételét követően érkezik meg. Kossuth Lajos utca a neve az északi községrészben és a központban, majd egy rövid szakasza a Szabadság tér nevet viseli, onnan délebbre pedig Petőfi Sándor utca néven folytatódik. Már majdnem 29,5 kilométer megtételénél jár, amikor beletorkollik délnyugatról, Erdőbénye felől a 3717-es út, és nem sokkal ezután ki is lép Tolcsva házai közül, a 30. kilométerénél már külterületek közt húzódik.
31,4 kilométer után keresztezi a 37-es főutat, amely ott kevéssel az 53. kilométere előtt jár, majd átszeli Vámosújfalu határát. A 31+650-es kilométerszelvényénél szintben keresztezi a Budapest–Sátoraljaújhely-vasútvonal vágányait, Olaszliszka-Tolcsva vasútállomás térségének északi szélénél (előtte még kiágazik belőle egy számozatlan alsóbbrendű út, az állomás teherforgalmának közúti kiszolgálására), és kicsivel ezután véget is ér, Vámosújfalu belterületének északi peremén, beletorkollva a 3801-es útba, annak a 12+450-es kilométerszelvénye közelében.
Teljes hossza, az országos közutak térképes nyilvántartását szolgáló kira.kozut.hu adatbázisa szerint 31,712 kilométer.

## Települések az út mentén
- Vilmány
- Fony
- (Mogyoróska)
- Regéc
- Háromhuta
- Erdőhorváti
- Tolcsva
- Vámosújfalu

## Története
A Kartográfiai Vállalat 1990-es kiadású Magyarország autóatlasza a teljes szakaszát kiépített, s a burkolatminőségét tekintve – két rövid szakasz kivételével – portalanított útként tünteti fel.